# 藤原采女亮政之
藤原 采女亮 政之（ふじわら うねめのすけ まさゆき、1335年(建武2年)4月17日または7月17日または10月17日没）は、日本における理美容業の祖といわれる。昭和のはじめ頃まで全国の理美容業者は采女亮の命日である17日を毎月の休みとした。功績により従五位。

## 略歴
- 京都生まれ[3]。藤原鎌足の子孫である藤原晴基[2]（または基晴[4]）の三男。
- 亀山天皇の時代、京都御所の警備役だった[3]晴基が宝刀の九王丸[5]（または九龍丸[2]）を紛失、責任をとって浪人[2]となる。長男元勝（反物商）と次男元春（染物師）は京にとどまり探したが[5]、采女亮は探索のため諸国行脚の旅に出る晴基[5]に同行した[6]。
- 文永5年（1268年）、晴基は宝刀の国外流出を防ぐため朝鮮半島に近い下関に下る[3]。元寇に備え武士が集まっているとにらんだ[7]。刀を捜し続ける一方、髪結職で高い収入を上げていた新羅人に親子で学び亀山八幡宮裏の中之町[8]に武士らを相手にした[7]髪結所を開く。この店に床の間があり亀山天皇を祀る祭壇と藤原家の掛け軸があったことから「床屋」と呼ばれるようになった[2]といわれる。
- 弘安1年（1278年）、晴基、刀を見つけられないまま[5]（#下関 「床屋発祥の地」記念碑の碑文では後に采女亮が発見）没。
- 弘安4年（1281年）、采女亮は鎌倉に移る。
- 建武2年（1335年）、采女亮没。髪結いの技術が評価され、亡くなるまで幕府で重宝されたという[7]。

## 一銭職分由緒書
一銭職分由緒書は江戸時代から各地に伝えられている史料

。この史料に「三男・采女亮政之とともに- （中略） - 下関に居を構え、髪結業を営み- （中略） - これが髪結職の始めなり」とあり、采女亮が理美容業の祖と言われる根拠となっている。また、采女亮の子孫は代々髪結を業としていた。徳川家康が武田信玄の勢に押され敗退の際、17代目北小路藤七郎が天竜川を渡る手助けをしたことから褒美と銀銭一銭を賜り一銭職と呼ばれるようになった（なお理美容業の定休日が17日だったのは家康の命日が4月17日であるためという説もある）。その後「御用髪結」を務め、21代幸次郎の時に江戸髪結株仲間(組合)を申請した。史料は亀山天皇時代の出来事から書き始められ、吉宗や大岡越前も登場する。

## 信州 善光寺の石碑

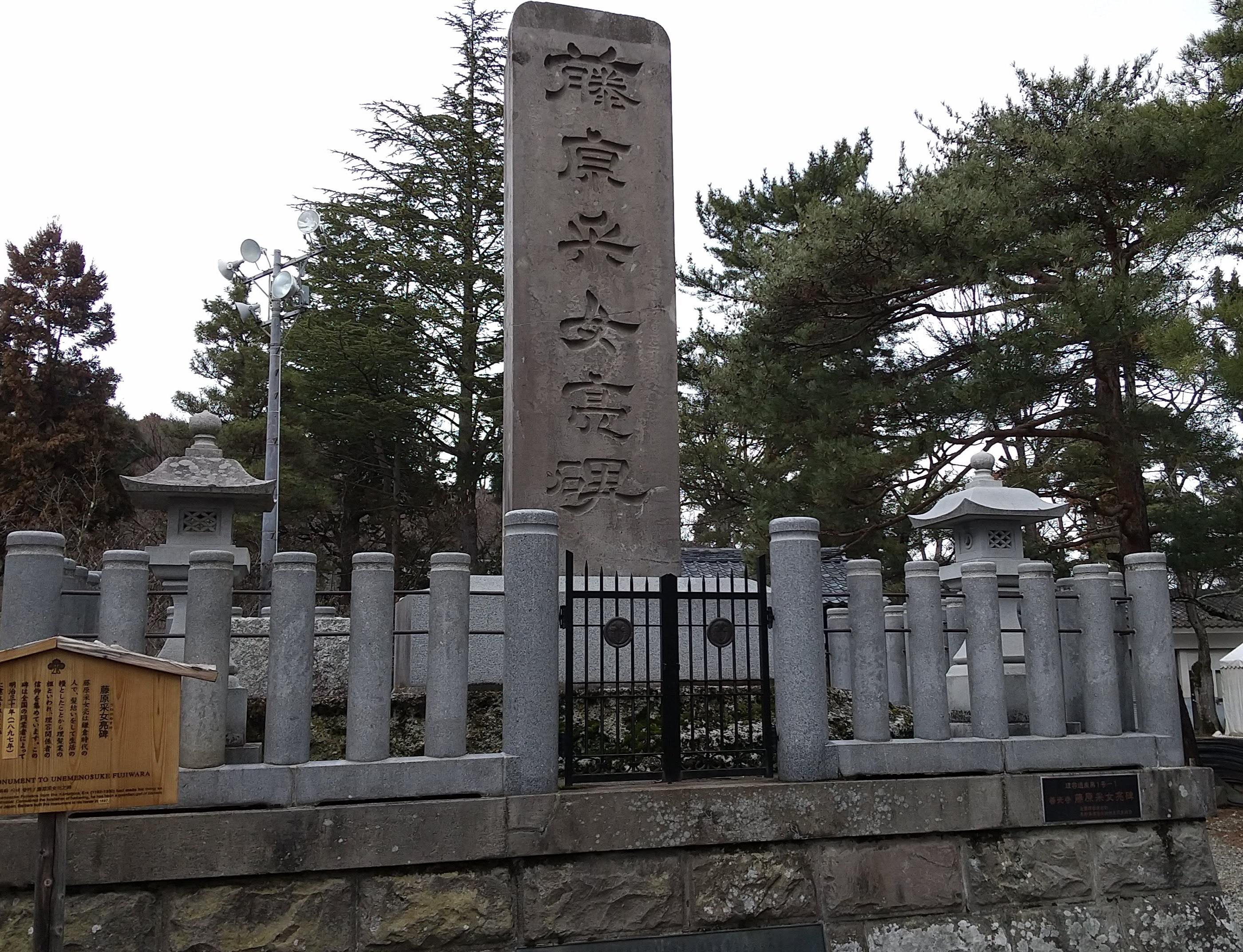
善光寺の境内にある藤原采女亮碑

- 善光寺の境内にある藤原采女亮碑明治30年（1897年）、長野理容組合により建立[9]。
- 明治32年（1899年）7月、采女亮末裔の男爵北小路俊岳（明治33年詐欺罪で逮捕[10]、明治34年爵位返上）が参碑[9]。
- 平成24年（2012年）、全国に数多くある采女亮の碑のなかで「象徴的存在」との評価を受け、理容遺産第1号に認定[3]。

全国理容生活衛生同業組合連合会北信部会が毎年命日の10月17日前後に法要を営んでいる。
この石碑の正式な名称は「藤原采女亮碑」である。

## 京都嵯峨 御髪神社

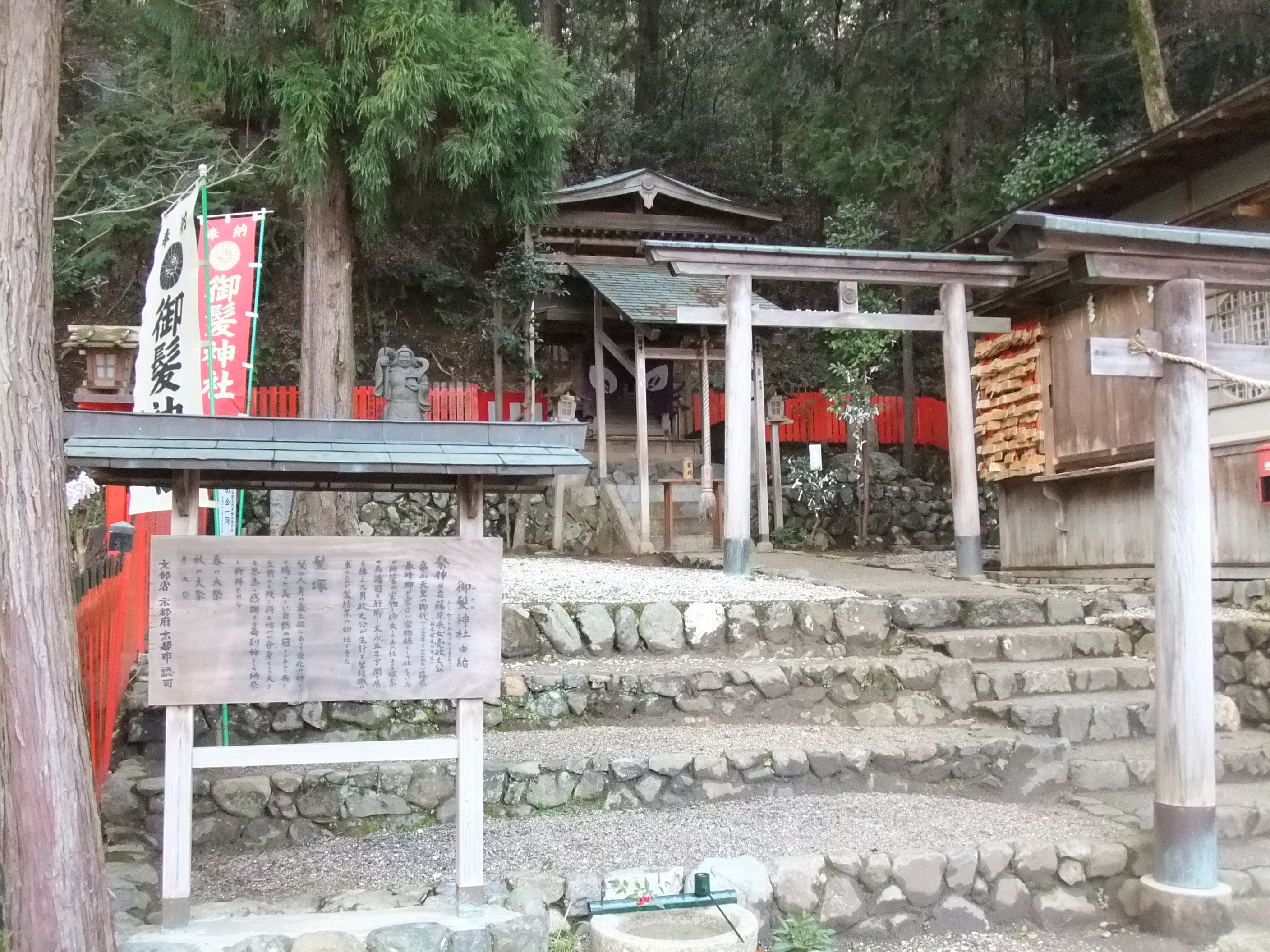
御髪神社（2012年3月）

昭和36年（1961年）、亀山天皇陵近く、小倉山（歴史的風土特別保存地区）麓に創建。采女亮を祀っており、4月17日に春の大祭、11月17日に秋の大祭を執り行う。髪塚がある。

## 下関 「床屋発祥の地」記念碑
平成7年（1995年）7月17日、亀山八幡宮の正面大鳥居右側に「床屋発祥の地」記念碑が下関理容美容専修学校理事長の小野孝策によって建てられた。くしと剃刀、そして「床屋発祥之地」と掘られた、頭にみたてた球の3つの石碑からなる。毎年11月に山口県理容生活衛生同業組合により毛髪供養祭が開かれる。

## 采女亮の墓
采女亮の墓はもともと東京都文京区の大慈寺にあったが、明治時代の廃仏毀釈により過去帳とともに向かいの西信寺に移された。「理髪業祖北小路采女助累世墓」「采女講」「施主・東町・平床」「大正二年十一月十七日再建」「采女講々中」「発起人及有志」と刻まれている。平成12年（2000年）1月には顕彰碑が山門前に建立された。

## 髪授神祠
香川県高松市宮脇町に鎮座する祠。香川県理容生活衛生同業組合の有志により、昭和31年（1956年）石清尾山の麓に創建された。御祭神は采女亮と飽昨能宇斯神（あきぐいうしのかみ）の二柱を祀る。もともと石清尾山には亀山天皇を祀る亀山廟があったとされており、石清尾八幡宮には廟の扁額の一部が残っている。令和2年には「全国理容遺産」に登録され、祠の両隣に記念碑が建てられた。例祭は毎年11月後半～12月初旬の吉日に行われている。

## 関連文献
- 『日本の理髪風俗』（風俗文化史選書、雄山閣出版、1972年9月）坂口茂樹著
- 『床屋の歴史にロマンを求めて : 床屋の発祥地は下関』（海虹 2000年7月）小野孝策著